# Titraustes
Titraustes – perski satrapa Sardes z początku IV w. p.n.e. Niewiele wiadomo o jego osobie i działalności. W 395 p.n.e. został wysłany z Suzy by zastąpić na stanowisku Tissafernesa, a swego ujętego poprzednika stracić.
By usunąć groźbę dla jego satrapii jaką była armia spartańskiego króla Agesilaosa, przekupił on Agesilaosa by wyruszył na północ do satrapii Farnabazosa. Nie jest znana jego działalność po tym wydarzeniu.
Ksenofont przekazuje, że Titraustes wyprawił Timokratesa z Rodos by najmował polis greckie do koalicji przeciw Sparcie, ale wydaje się to być mało prawdopodobne ze względów chronologicznych.